# Mueang Uthai Thani (huyện)
Mueang Uthai Thani (tiếng Thái: เมืองอุทัยธานี) là huyện thủ phủ (Amphoe Mueang) của Uthai Thani Province, miền nam Thái Lan.

## Địa lý
Các huyện giáp ranh (từ phía tây theo chiều kim đồng hồ) là: Nong Khayang, Thap Than, của tỉnh Uthai Thani, Krok Phra, Phayuha Khiri của tỉnh Nakhon Sawan, Manorom và Wat Sing của tỉnh Chainat.

## Hành chính
Huyện này được chia thành 14 phó huyện (tambon), các đơn vị này lại được chia ra thành 86 làng (muban). The town (thesaban mueang) Uthai Thani nằm trên toàn bộ tambon Uthai Mai. Có 8 Tổ chức hành chính tambon.
| STT. | Tên            | Tên Thái  | Số làng | Dân số |  |
| ---- | -------------- | --------- | ------- | ------ |  |
| 1.   | Uthai Mai      | อุทัยใหม่    | -       | 17.510 |  |
| 2.   | Nam Suem       | น้ำซึม      | 7       | 6.148  |  |
| 3.   | Sakae Krang    | สะแกกรัง   | 8       | 4.773  |  |
| 4.   | Don Khwang     | ดอนขวาง   | 7       | 3.197  |  |
| 5.   | Hat Thanong    | หาดทนง    | 6       | 2.036  |  |
| 6.   | Ko Thepho      | เกาะเทโพ  | 6       | 2.480  |  |
| 7.   | Tha Sung       | ท่าซุง      | 8       | 3.951  |  |
| 8.   | Nong Kae       | หนองแก    | 6       | 2.059  |  |
| 9.   | Non Lek        | โนนเหล็ก   | 6       | 1.406  |  |
| 10.  | Nong Tao       | หนองเต่า   | 6       | 1.768  |  |
| 11.  | Nong Phai Baen | หนองไผ่แบน | 6       | 2.356  |  |
| 12.  | Nong Phang Kha | หนองพังค่า  | 6       | 1.654  |  |
| 13.  | Thung Yai      | ทุ่งใหญ่     | 5       | 909    |  |
| 14.  | Noen Chaeng    | เนินแจง    | 9       | 2.344  |  |